# Фрідріх Австрійський (1821—1847)
Фрідріх Фердинанд Леопольд Австрійський (нім. Friedrich Ferdinand Leopold von Österreich), (нар. 14 травня 1821 — пом. 5 жовтня 1847) — ерцгерцог Австрійський з династії Габсбургів, син ерцгерцога Карла Австрійського, герцога Тешинського, та принцеси Нассау-Вайльбурзької Генрієтти Александріни. Віце-адмірал флоту Австрійської імперії (1844). Брав участь у взятті фортець Сідона та Акко в ході Другої османсько-єгипетської війни. Кавалер численних орденів.

## Біографія
Народився 14 травня 1821 року у Відні. Був четвертою дитиною та третім сином у родині ерцгерцога Карла Австрійського та його дружини Генрієтти Александріни Нассау-Вайльбурзької. Мав старшу сестру Марію Терезу та братів Альбрехта і Карла Фердинанда. Згодом у нього з'явилися молодша сестра Марія Кароліна та брат Вільгельм.
Батько за дев'ять місяців після його народження успадкував від Альберта Саксонського герцогство Тешинське та величезні статки, відразу ставши одним із найбагатших людей імперії. Мешкало сімейство у віденському палаці, літню пору року проводили у замку Вайльбург поблизу Бадену. Родинне життя було щасливим, проте у віці 8 років Фрідріх втратив матір. Батько більше не одружувався.

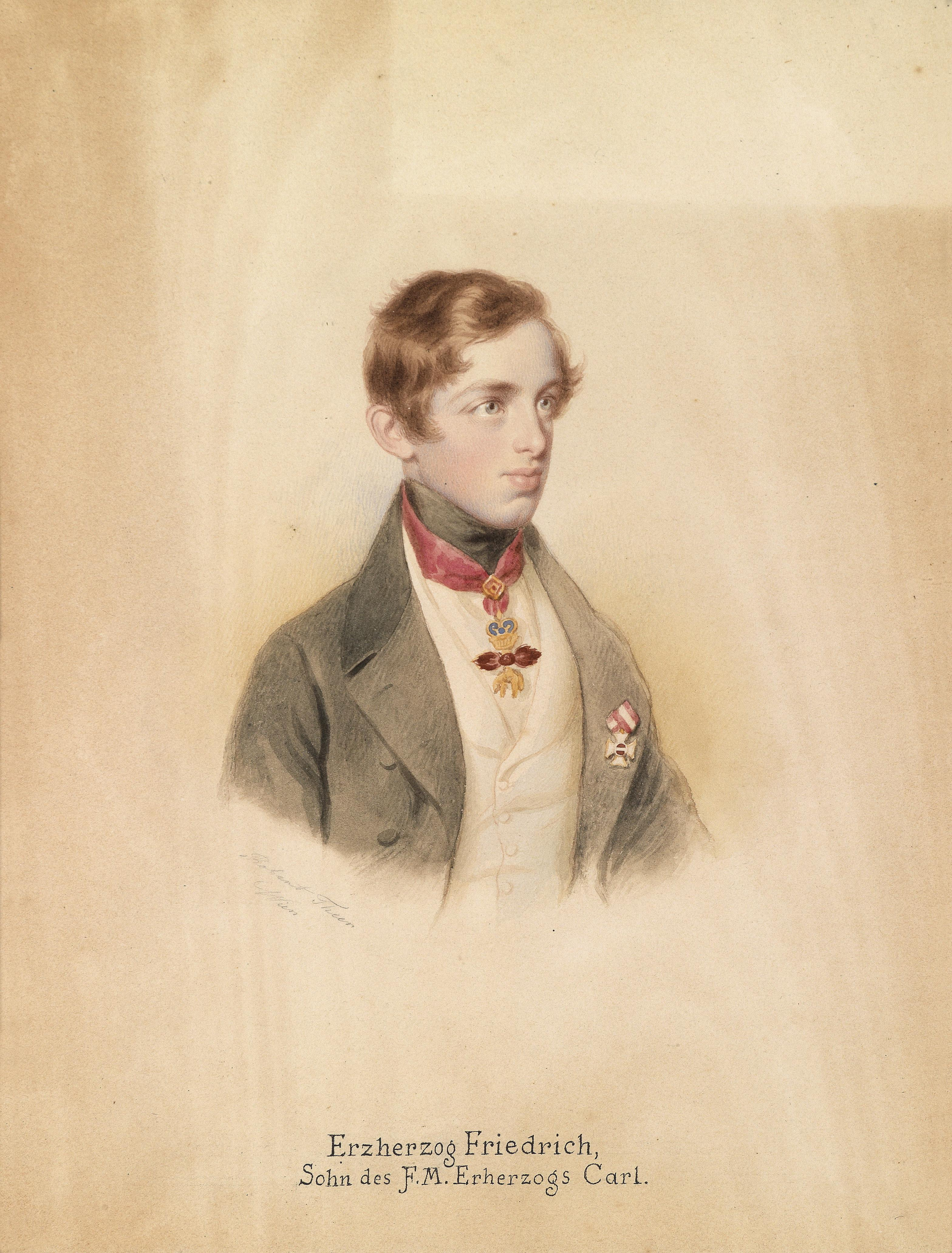
Портрет ерцгерцога пензля Роберта Тіра

Ерцгерцог отримав добру освіту. Його наставниками були Йоганн Білер, музикознавець та натураліст Людвіг фон Кехель (3 1827 року), правник Філіп Майєр (у 1825—1828 роках), правник Франц Шаршмід фон Адлертрой (з 1828 року). Андреас фон Баумгартнер навчав юнака фізиці, Йозеф Бінглер та Фрідріх Ґаліна — математиці, Франц фон Хауслаб — картографії, а Йоганн фон Маринович — морських наук, коли Фрідріх у віці 14 років вирішив стати моряком.
У серпні—вересні 1836 року здійснив поїздку до Венеції, аби побачити місце своєї майбутньої служби. У 1837 році вступив до лав австрійського імператорського флоту. Наступного року на фрегаті «Геррієра» здійснив плавання до Неаполя, Сицилії та Мальти, а потім — відвідав Гібралтар та Алжир. Віддавався справі з великою запопадливістю і вже у 1839 році став капітаном фрегата «Кароліна», на якому вирушив у свою другу подорож, відвідавши Корфу та Грецію. Після повернення прийняв командування «Геррієрою» та приєднався до ескадри в Леванте.
22 серпня того ж року відплив до Смірни, де пробув з 13 вересня 1839 до 18 березня 1840, здійснюючи невеликі екскурсії на сусідні острови та міста. 4 травня прибув до Константинополя, де його урочисто прийняв султан Абдул-Меджид I. Після двомісячного перебування в турецькій столиці, яке ерцгерцог використав для відвідування всього, що варто було побачити, залишив місто 9 липня і відплив назад до Смирни.
Влітку 1840 року в ході Другої османсько-єгипетської війни розпочалася військова інтервенція Великої Британії та Австрії, які підтримували Оттоманську Порту, до Сирії. Єгипетські війська зазнали низку поразок: 28 вересня англійський адмірал Нейпір змусив капітулювати єгипетський гарнізон у Сідоні; 3 жовтня єгиптяни залишили Бейрут; 3 листопада, після посиленого бомбардування, десант Нейпіра зайняв Акко — останній оплот єгиптян на узбережжі Леванту. Ерцгерцог Фрідріх брав безпосередню участь у захопленні Сідона 26 вересня та цитаделі Акко уночі 3 листопада, очолюючи загони десанту. Останню він захопив таємно й вранці розгорнув над баштами союзницькі прапори.
27 листопада 1840 року в Олександрії Мухаммед Алі та Нейпір уклали перемир'я, яке фактично стало капітуляцією Єгипту. У січні 1841 року відносини між Портою та Єгиптом були нормалізовані. 20 січня «Гер’єра» залишила Левант і відпливла до Трієста. 

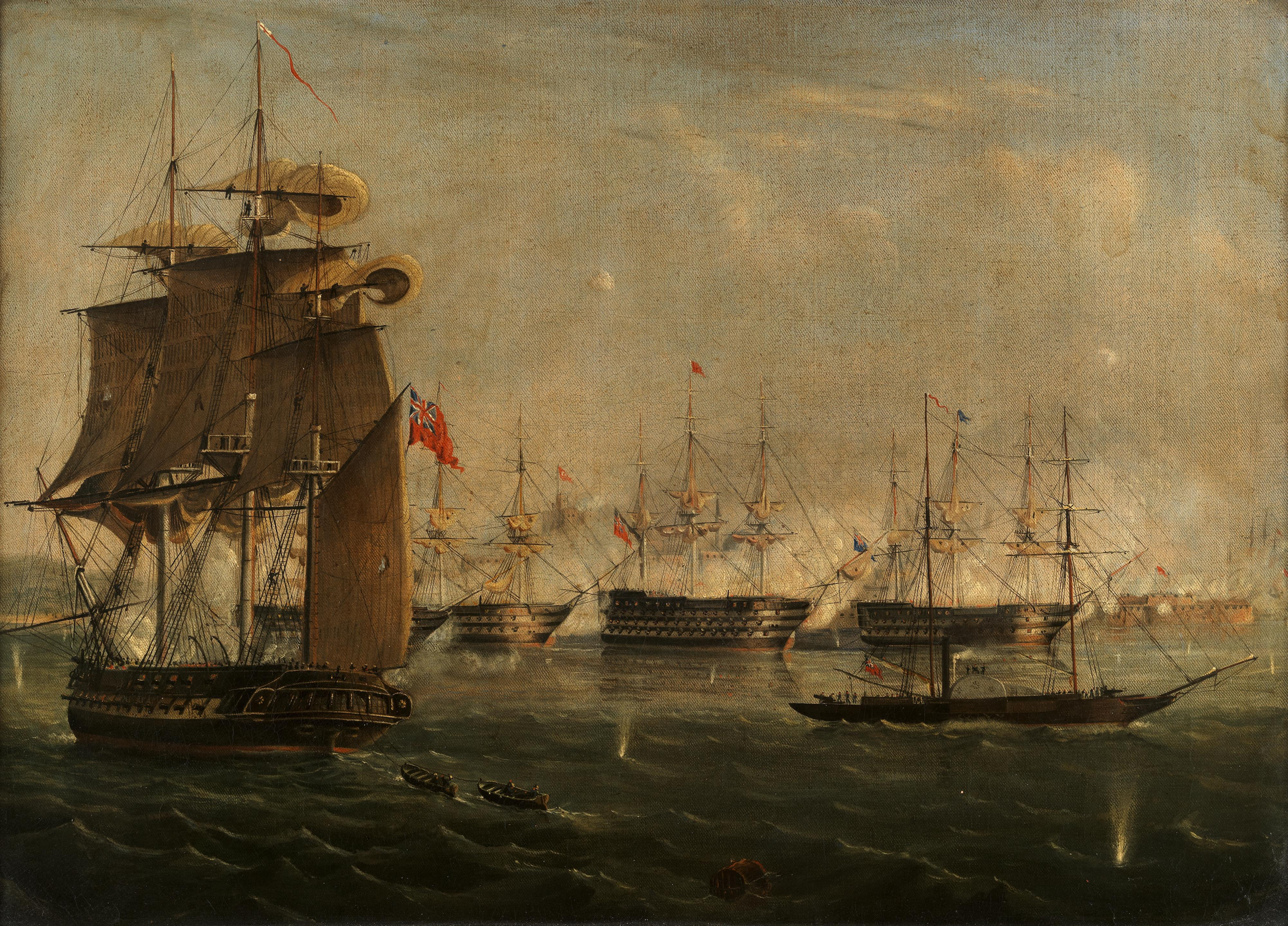
Бомбардування Акко 3 листопада 1840

Після короткого візиту до Відня ерцгерцог прийняв на себе командування прибережною зоною Венеції, одночасно виконуючи бригадні служби до 1842 року. Наступні місяці присвятив поїздкам до Алжиру, а також Англії та Шотландії, де відвідав найвидатніші морські заклади; 6 лютого 1843 року він повернувся до Відня й 5 квітня був присутнім на урочистому вшануванні свого батька із того нагородженням орденом. У тому ж році був призначений контрдміралом, а 21 серпня 1844 року — віце-адміралом і головнокомандувачем флотом замість вийшовшого у відставку Франческо Бандієри.
На новому посту Фрідріх заклав основу перетворення військово-морських сил імперії з «венеціанських», оскільки флот продовжував носити провінційний торговельний характер, до більш «австрійських». Реформував флот відповідно до тогочасних передових принципів найбільших європейських держав. Приділяв велику увагу підготовці флотської молоді.
У 1845 році був урочисто прийнятий до лав Мальтійського ордену. Австрійський канцлер Клемент фон Меттерніх пропонував Фрідріха на посаду великого магістра, але його кандидатура було відхилена Римським Папою Григорієм XVI.
У серпні 1845 здійснив тур до Німеччини, Нідерландів та Бельгії, повернувшись звідти до Відня, а невдовзі — до Венеції. Наступного року, завершивши військово-морські маневри, 14-26 жовтня відвідав свою сестру, королеву Терезу, у Неаполі.
Після смерті батька навесні 1847 року хвороба печінки, на яку страждав ерцгерцог, прийняла загрозливий оборот. Він помер від жовтухи кілька місяців потому у Венеції. Був похований у місцевій церкві Санто-Стефано. Серце спочиває окремо у венеціанській церкві Санто-Б'яджо. У 1854 році тіло перепоховали у церкві Святого Джованні.

## Нагороди
- Орден Золотого руна (Австрійська імперія) (1838);
- Військовий орден Марії Терезії  (Австрійська імперія) (1840);
- Pour le Mérite (Прусське королівство) (30 листопада 1840);
- Орден Чорного орла (Прусське королівство) (4 вересня 1844);
- Орден Святого Губерта (Баварське королівство) 1844;
- Великий хрест ордену Людвіга (Велике герцогство Гессенське);
- Великий хрест ордену святого Григорія Великого (Ватикан);
- Великий хрест ордену Нідерландського лева (Нідерланди);
- Великий хрест ордену Вежі й Меча (Португальське королівство);
- Великий хрест ордену Святого Фердинанда за заслуги (Королівство Обох Сицилій);
- Почесний великий хрест ордену Лазні (Велика Британія) (5 листопада 1842);
- Орден Андрія Первозванного (Російська імперія);
- Орден Святого Олександра Невського (Російська імперія);
- Орден Білого Орла (Російська імперія);
- Орден Святої Анни 1-го ступеня (Російська імперія);
- Орден святого Георгія IV ступеня (Російська імперія).

## Вшанування пам'яті
- На честь ерцгерцога був названий парусний корвет «Ерцгерцог Фрідріх» (нім. SMS Erzherzog Friedrich), спущений на воду у 1857 році. Здійснив навколосвітню подорож у 1874—1876 роках під командуванням Тобіаса фон Остеррайхера.[7] Перебував на службі до 1899 року.
- На честь Фрідріха був названий австро-угорський ескадрений броненосець «Ерцгерцог Фрідріх» (нім. SMS Erzherzog Friedrich) типу «Ерцгерцог Карл», збудований 1902 року. Був спущений на воду 30 квітня 1904. Перебував на службі до 1921 року.